# Novorossiïsk
Pour les articles homonymes, voir Novorossiisk (homonymie).
Novorossiïsk (en russe : Новороссийск) est une ville du kraï de Krasnodar, dans le sud de la Russie, et un important port de commerce de la mer Noire. Novorossiïsk est l'une des douze cités à avoir reçu le titre de « Ville héros » de l'Union soviétique (en 1973). Sa population s'élevait à 275 795 habitants en 2021.

## Géographie
Novorossiïsk est située au fond de la baie de Tsémès, appelée également baie de Novorossiïsk, à 98 km au sud-ouest de Krasnodar.

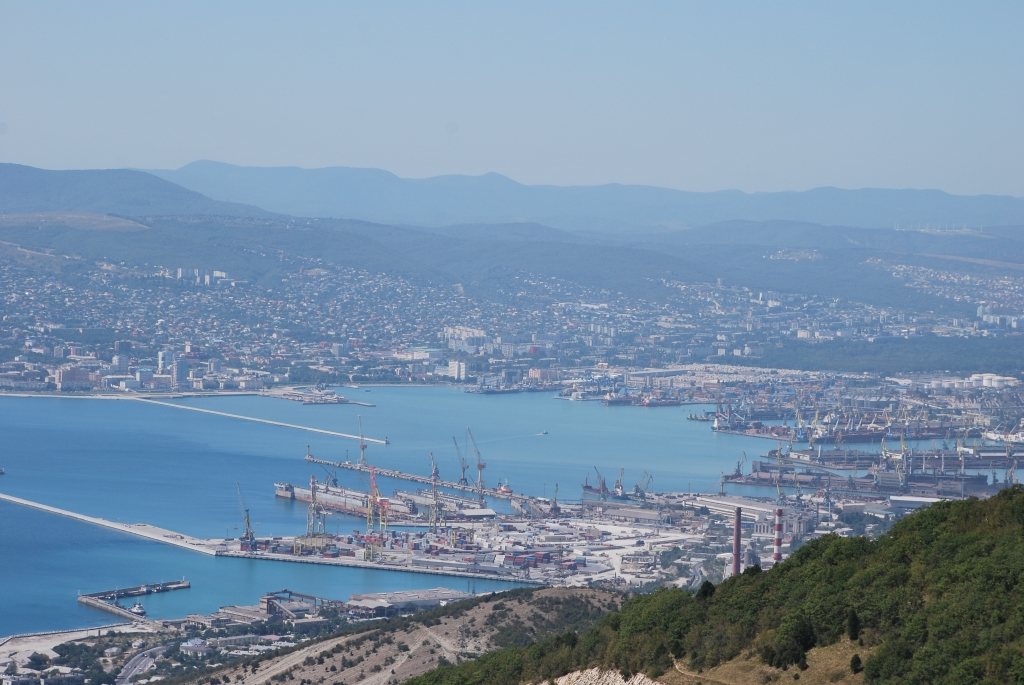
Vue générale de la ville et du port.

## Histoire

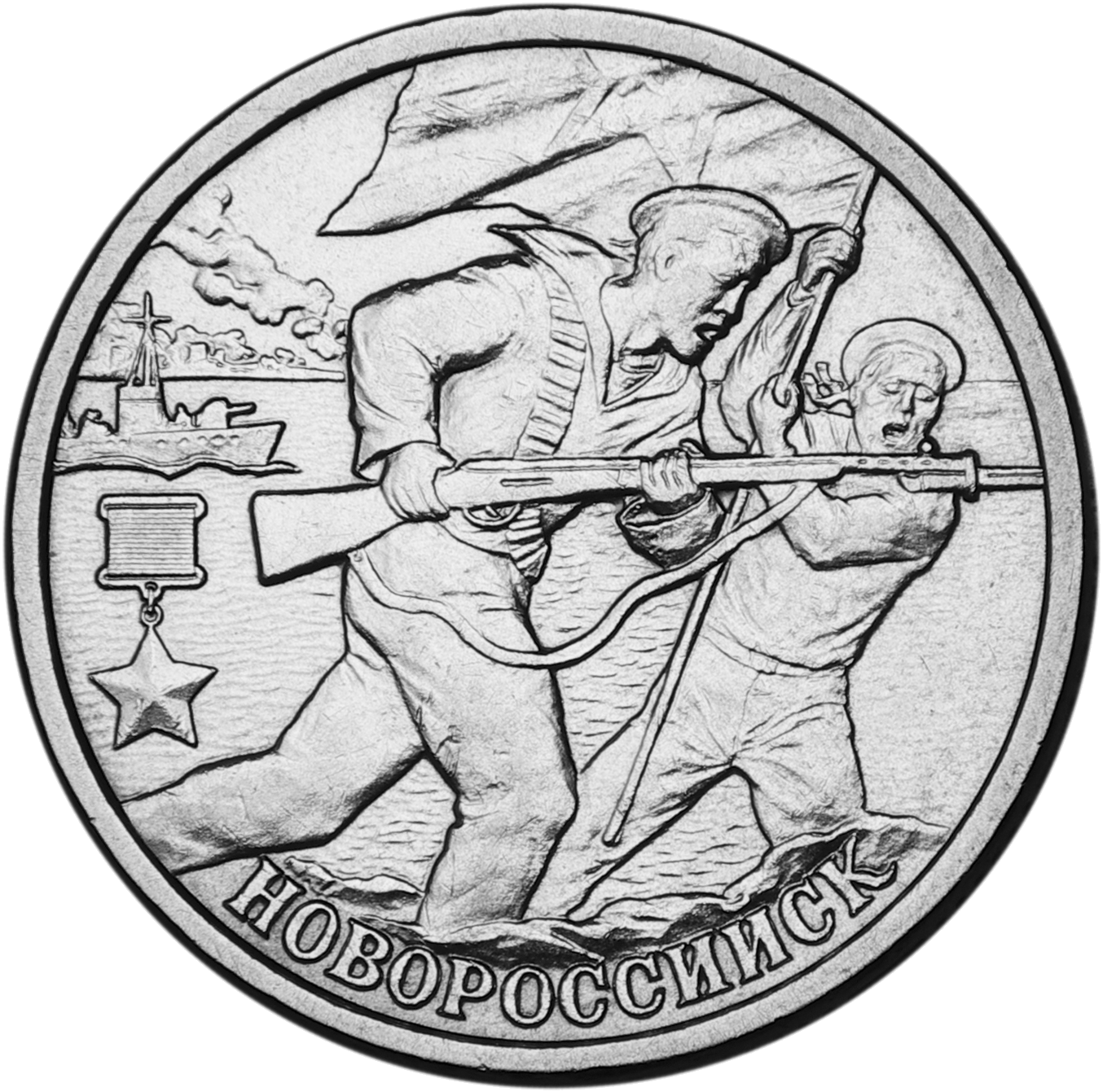
Médaille de l'an 2000 commémorant la résistance des marins soviétiques.

Novorossiïsk est fondée en 1838 comme base pour la flotte de la mer Noire et remplace la forteresse de l'Empire ottoman de Sujuk-Qale ou Soğucak, qui avait commandé le site depuis 1722. Elle acquiert le statut de ville en 1869 et devient la capitale du gouvernement de la mer Noire lors de sa création en 1896.
Pendant la guerre civile, du 26 août 1918 au 27 mars 1920, Novorossiïsk abrite les quartiers de l'armée blanche de Dénikine. L'évacuation par la mer, organisée par le général Koutepov, est chaotique et connue sous le nom de « catastrophe de Novorossiisk (ru) ». En tout 33 000 personnes sont évacuées vers la Crimée, Constantinople et Lemnos.
Pendant la Seconde Guerre mondiale, la base navale de Novorossiïsk est prise par des unités de la 17e Armée allemande le 6 septembre 1942. Mais un petit groupe de marins soviétiques réussit à résister dans un quartier de la ville pendant 225 jours, jusqu'à la libération de la ville. Le 4 février 1943, l'Armée rouge réussit d'abord un débarquement près du port de Novorossiïsk, résiste à une contre-attaque allemande du 18 au 23 avril, puis repousse progressivement les forces allemandes à partir du 26 avril. Le port de Novorossiïsk est libéré le 16 septembre 1943, après une semaine de combats. La défense héroïque des marins soviétiques leur permet de conserver le passage de la baie et d'empêcher l'utilisation du port par les forces allemandes. Le 14 septembre 1973, Novorossiïsk reçoit le titre de Ville héros.

## Population
Recensements ou estimations de la population
| 1897*  | 1926*  | 1939*  | 1959*  | 1970*   | 1979*   | 1989*   |
| ------ | ------ | ------ | ------ | ------- | ------- | ------- |
| 16 897 | 66 118 | 95 240 | 93 461 | 132 744 | 159 100 | 185 938 |

| 2002*   | 2009    | 2010*   | 2012    | 2013    | 2014    | 2015    |
| ------- | ------- | ------- | ------- | ------- | ------- | ------- |
| 232 079 | 228 243 | 228 739 | 246 687 | 251 013 | 256 580 | 262 250 |

| 2016    | 2017    | 2018    | 2019    | 2020    | 2021    | - |
| ------- | ------- | ------- | ------- | ------- | ------- | - |
| 266 977 | 270 774 | 273 278 | 275 197 | 274 956 | 275 795 | - |

## Économie

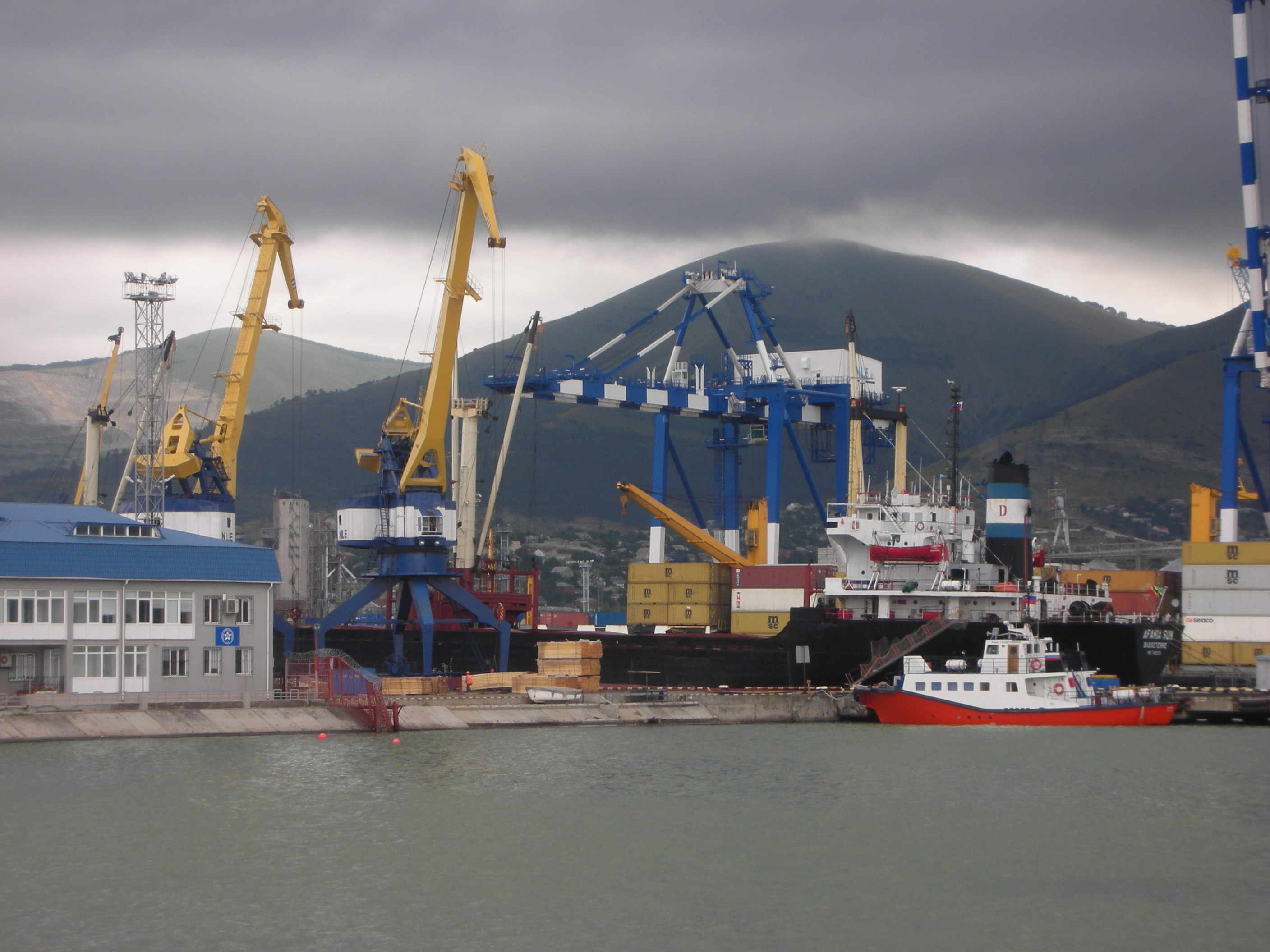
Port de Novorossiïsk.

Le développement industriel de Novorossiïsk commence en 1882 avec la construction d'une cimenterie. Un port est aménagé en 1888 pour l'exportation du blé.
En 1991, lors de la dislocation de l'Union soviétique, la Russie ne conserve que quatre des dix-sept ports soviétiques de la mer Noire, dont Novorossiïsk, qui devient le seul port généraliste en eau profonde de la Russie au bord de la mer Noire et de fait la principale base navale de la flotte de la mer Noire en territoire russe. Privatisé en 1992, il est modernisé et développé. En 2007, avec un trafic de 113,4 millions de tonnes, Novorossiïsk reste, de loin, le premier port de Russie. Ce trafic comprend 342 000 conteneurs EVP et 86,6 millions de tonnes de vrac liquide; en 2020, le trafic est monté à 141,8 Mt. Après l'annexion de la Crimée par la Russie en 2014, le port de Sébastopol retrouve son importance militaire, laissant à Novorossiïsk un rôle plus commercial.
La région de Novorossiïsk est l'une des principales régions viticoles de Russie. Les vignobles d'Abraou-Diourso produisent un vin de table de qualité et un vin pétillant renommé.

## Sport
La ville abrite le club de football du Tchernomorets Novorossiïsk, qui a notamment évolué en première division russe entre 1995 et 2001 puis en 2003.

## Personnalités
Naissance
- Georges Gurvitch (1894-1965), sociologue français d'origine russe
- Eugène Kaspersky (°1965), informaticien (antivirus et pare-feu) et homme d'affaires

Décès
- Vladimir Pourichkevitch (1870-1920), homme politique
- Hermann Kreß (1895-1943), militaire allemand

## Tourisme

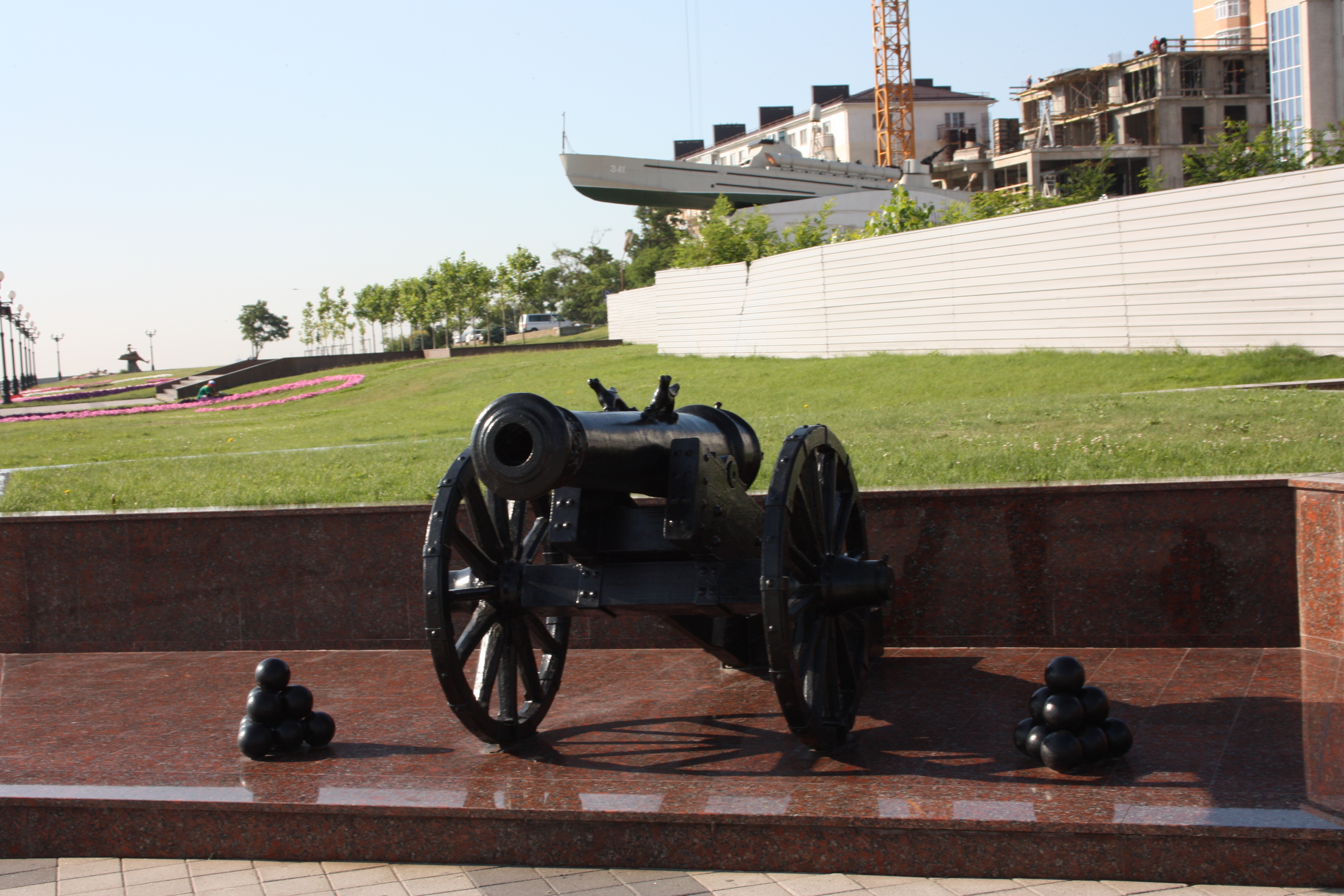
Canon ancien sur le quai de Novorossiïsk
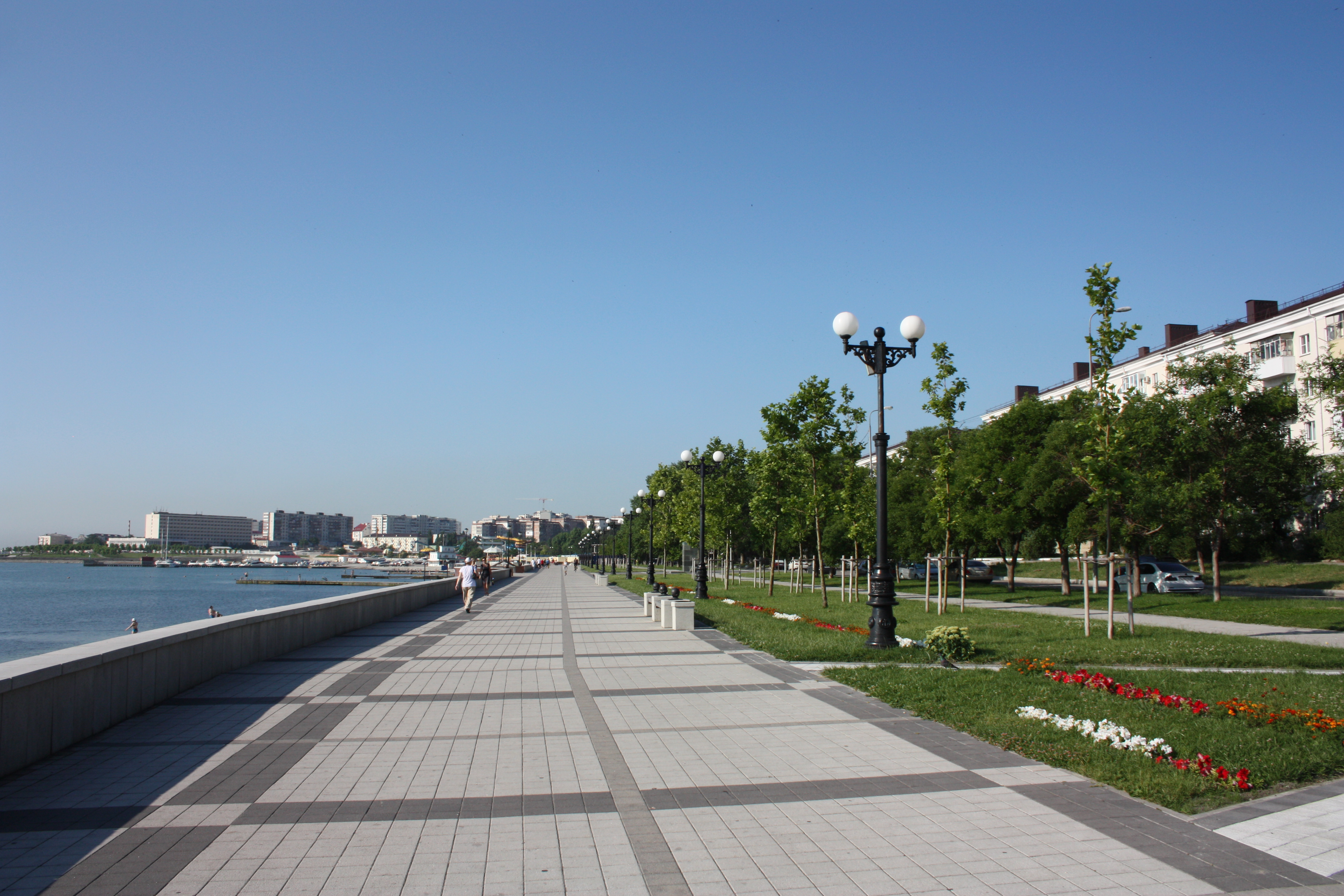
Quai de l'amiral Serebriakov
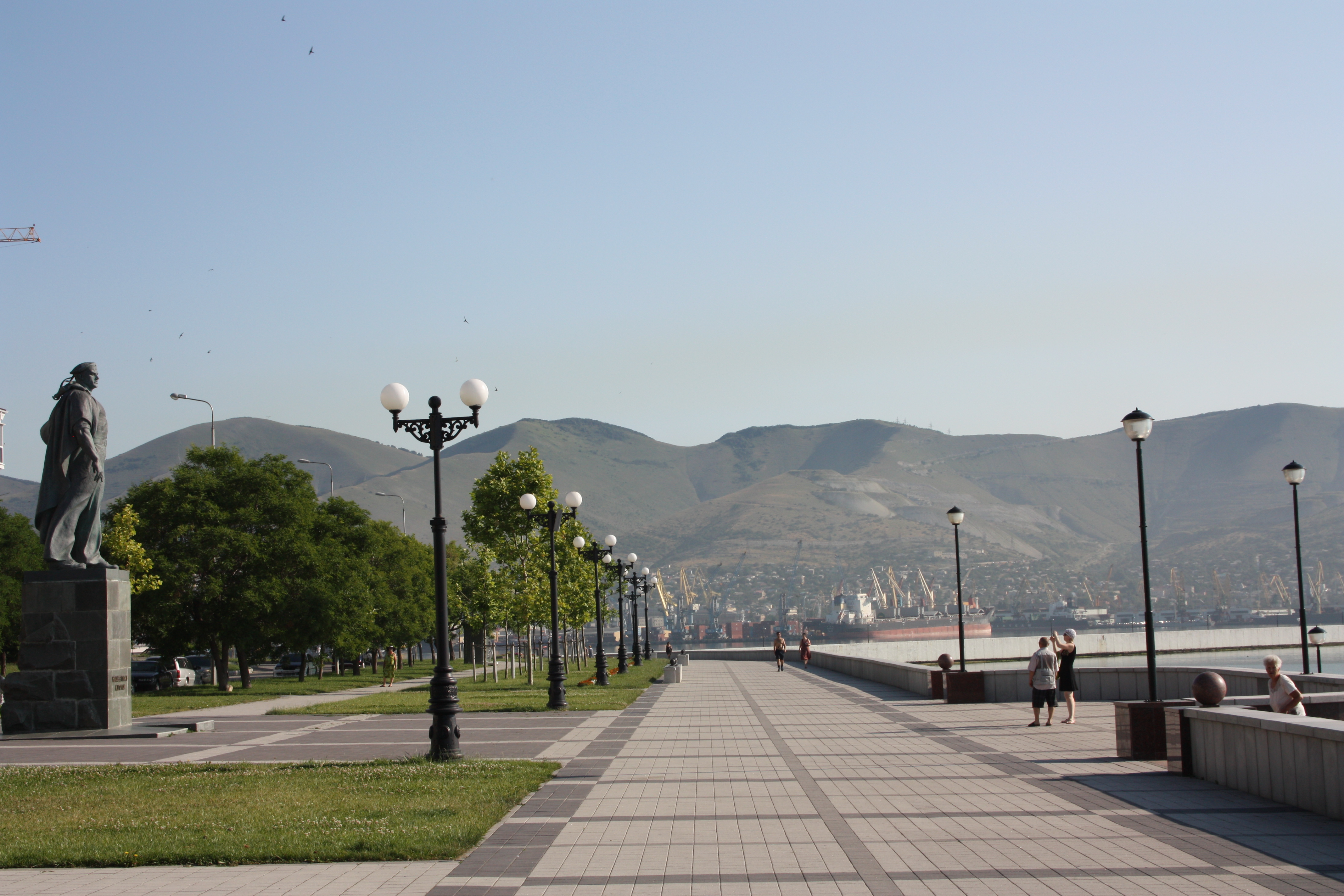
Quai de l'amiral Serebriakov : vue du côté du port
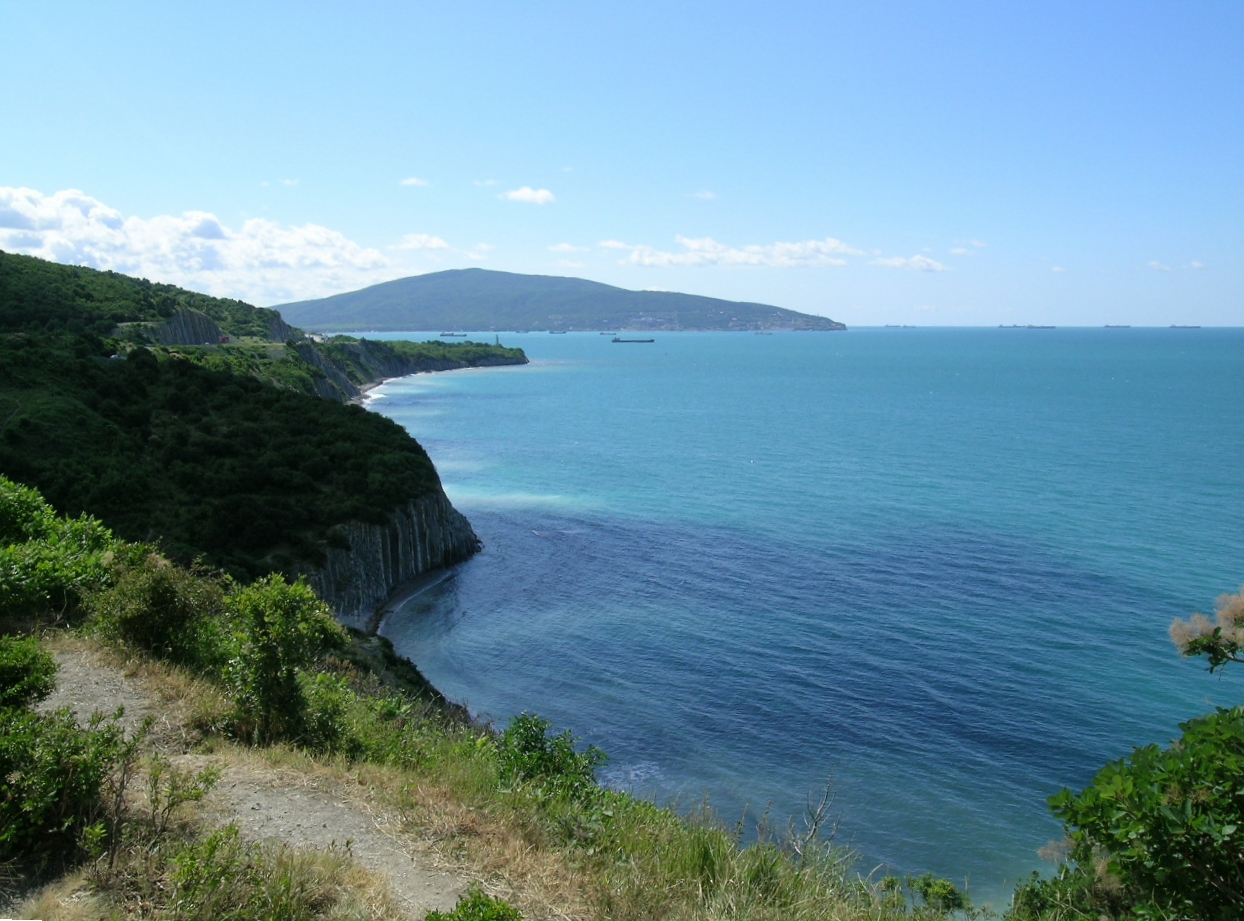
Vue de la côte dans les environs

L'agglomération possède plusieurs zones balnéaires avec plages, bases de vacances et parcs d'attraction. Dans la campagne environnante, les touristes apprécient des lieux protégés avec des dolmens. La région possède des vignobles, dont le vin pétillant Abraou-Durso est reconnu.
Le quai de l'amiral Serebriakov, qui longe la mer, est la promenade la plus agréable de la ville avec ses monuments et ses statues.

## Jumelages
| Ville | Ville                | Pays | Pays        | Période                     |
| ----- | -------------------- | ---- | ----------- | --------------------------- |
|       | Brest,               |      | Biélorussie | depuis le 25 avril 2014     |
|       | Constanța            |      | Roumanie    | depuis le 22 octobre 2002   |
|       | district de Huangdao |      | Chine       | depuis septembre 2020       |
|       | Ferghana             |      | Ouzbékistan |                             |
|       | Gainesville          |      | États-Unis  | depuis le 17 septembre 1988 |
|       | Gavar                |      | Arménie     | depuis novembre 2009        |
|       | Gijón                |      | Espagne     | depuis octobre 1984         |
|       | Kazachko             |      | Bulgarie    | depuis le 3 juin 2019       |
|       | Khantys-Mansis       |      | Russie      | depuis février 2021         |
|       | Livourne             |      | Italie      | depuis 1967                 |
|       | Plymouth,            |      | Royaume-Uni | depuis 1956                 |
|       | Pula                 |      | Croatie     | depuis 1997                 |
|       | Samsun               |      | Turquie     | depuis le 25 octobre 2010   |
|       | Tyr                  |      | Liban       | depuis le 25 décembre 2013  |
|       | Valparaíso           |      | Chili       | depuis le 8 avril 1996      |
|       | Varna                |      | Bulgarie    | depuis le 18 juin 1997      |